# Ігнатій Франчук

Блаженний Ігнатій Франчук

Блаженний Ігнатій Франчук — один із 13 пратулинських мучеників

## Життя
Народився в 1824 році у селі Дерло, за 3 км від Пратулина, в сім'ї Данила та Акації Франчуків. Був батьком 7 дітей, яких виховував разом із дружиною Оленою в глибоко християнському дусі. Люди, які його знали, говорили про Ігнатія як про хорошого господаря та людину, що понад усе цінує вірність.

## Мучеництво
Зранку 24 січня 1874 року, ідучи до Пратулина та передчуваючи можливий розвиток подій, 50-річний Ігнатій Франчук одягнув чистий одяг і попрощався з усіма, наче передчуваючи, що більше не повернеться. Під час розстрілу парафіян церкви у Пратулині, коли впав Данило Кармаш, Ігнатій Франчук перейняв у нього парафіяльне розп'яття, з яким пратулинські греко-католики зустріли урядових солдатів та став на чолі оборонців церкви. Майже відразу теж був убитий. Через день, разом з тілами інших пратулинських мучеників був похований царськими солдатами в спільній могилі без участі близьких.
6 жовтня 1996 року папа Іван Павло II урочисто причислив його до лику блаженних.